# Lac d’Aiguebelette
Lac d’Aiguebelette – naturalne jezioro we Francji, w departamencie Sabaudia.